# Immelmann (manoeuvre)

Uitvoering van de Immelmann:
1. Er wordt begonnen vanuit horizontale vlucht.
2. Daarna wordt een halve looping gemaakt.
3. Waarna een halve rol volgt en het toestel weer horizontaal vliegt.

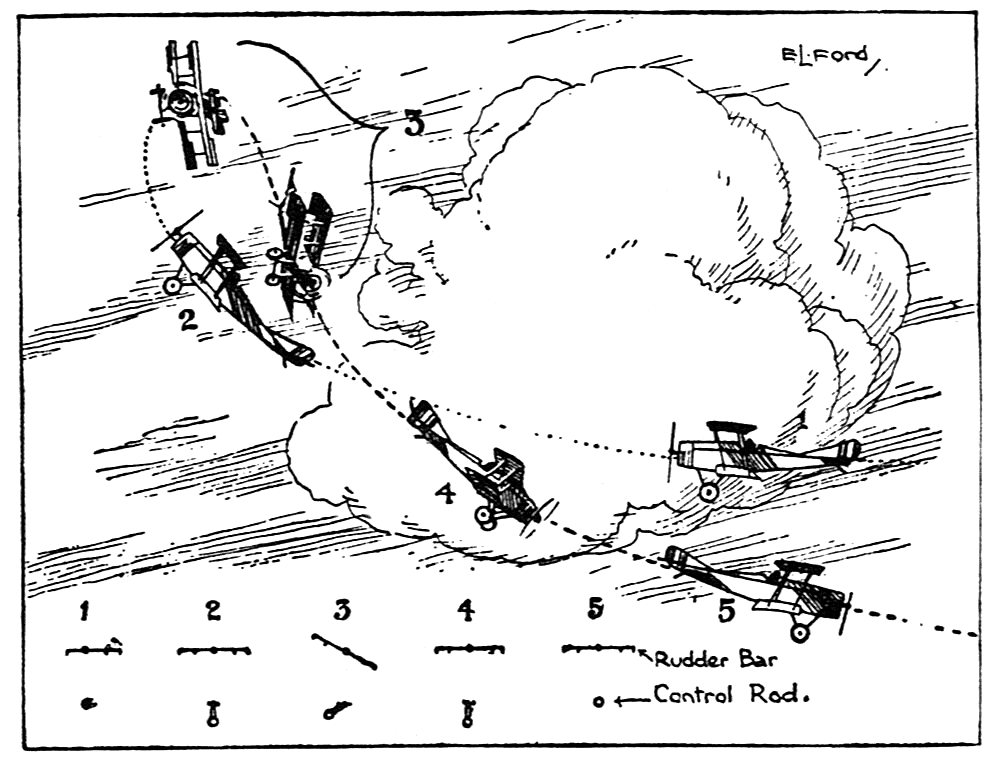
De Immelmann uit de Eerste Wereldoorlog

De Immelmann is een naar Max Immelmann vernoemde vliegmanoeuvre.
Bij de Immelmann maakt het vliegtuig een halve looping, gevolgd door een halve rol zodra het hoogtepunt van de halve loop is bereikt, om zo snel van richting te veranderen. Bovenaan de halve loop vliegt het toestel op zijn kop, maar door de rol keert het toestel weer in zijn normale positie. Het is niet helemaal zeker dat Immelmann deze manoeuvre zelf heeft uitgevoerd, want het is de vraag of zijn toestel, de Fokker Eindecker, deze beweging wel aankon. Waarschijnlijk is de manoeuvre die Immelmann uitvoerde een wingover, een bocht die aan het begin bijna recht omhoog gaat en op het einde weer recht omlaag, waardoor de manoeuvre op dezelfde hoogte als het begin eindigt.
De Immelmann wordt, net als de wingover, ook gebruikt bij achtbanen.